# Balıkesir
Balıkesir là một thành phố tự trị (büyük şehir) đồng thời cũng là một tỉnh (il) của Thổ Nhĩ Kỳ. Thành phố giáp các tỉnh và thành phố: phía tây là Çanakkale, İzmir về phía tây nam, phía nam là Manisa, đông nam là Kütahya và phía đông giáp Bursa.

## Địa lý
Tỉnh này có bờ biển ở cả biển Marmara và biển Aegea. Kaz Dağı nằm ở tỉnh này.

### Khí hậu
| Dữ liệu khí hậu của Balıkesir                | Dữ liệu khí hậu của Balıkesir | Dữ liệu khí hậu của Balıkesir | Dữ liệu khí hậu của Balıkesir | Dữ liệu khí hậu của Balıkesir | Dữ liệu khí hậu của Balıkesir | Dữ liệu khí hậu của Balıkesir | Dữ liệu khí hậu của Balıkesir | Dữ liệu khí hậu của Balıkesir | Dữ liệu khí hậu của Balıkesir | Dữ liệu khí hậu của Balıkesir | Dữ liệu khí hậu của Balıkesir | Dữ liệu khí hậu của Balıkesir | Dữ liệu khí hậu của Balıkesir |
| Tháng                                        | 1                             | 2                             | 3                             | 4                             | 5                             | 6                             | 7                             | 8                             | 9                             | 10                            | 11                            | 12                            | Năm                           |
| -------------------------------------------- | ----------------------------- | ----------------------------- | ----------------------------- | ----------------------------- | ----------------------------- | ----------------------------- | ----------------------------- | ----------------------------- | ----------------------------- | ----------------------------- | ----------------------------- | ----------------------------- | ----------------------------- |
| Cao kỉ lục °C (°F)                           | 23.5 (74.3)                   | 25.2 (77.4)                   | 29.6 (85.3)                   | 33.1 (91.6)                   | 37.8 (100.0)                  | 42.5 (108.5)                  | 43.2 (109.8)                  | 43.2 (109.8)                  | 40.3 (104.5)                  | 38.3 (100.9)                  | 29.0 (84.2)                   | 26.1 (79.0)                   | 43.2 (109.8)                  |
| Trung bình ngày tối đa °C (°F)               | 8.8 (47.8)                    | 10.4 (50.7)                   | 13.2 (55.8)                   | 19.1 (66.4)                   | 24.2 (75.6)                   | 29.3 (84.7)                   | 30.8 (87.4)                   | 31.1 (88.0)                   | 28.0 (82.4)                   | 22.7 (72.9)                   | 15.0 (59.0)                   | 9.9 (49.8)                    | 20.2 (68.4)                   |
| Trung bình ngày °C (°F)                      | 4.8 (40.6)                    | 5.7 (42.3)                    | 7.9 (46.2)                    | 13.1 (55.6)                   | 18.2 (64.8)                   | 23.0 (73.4)                   | 24.9 (76.8)                   | 25.0 (77.0)                   | 21.1 (70.0)                   | 16.6 (61.9)                   | 9.9 (49.8)                    | 6.6 (43.9)                    | 14.7 (58.5)                   |
| Tối thiểu trung bình ngày °C (°F)            | 1.1 (34.0)                    | 1.5 (34.7)                    | 3.1 (37.6)                    | 7.4 (45.3)                    | 12.1 (53.8)                   | 16.1 (61.0)                   | 18.4 (65.1)                   | 18.9 (66.0)                   | 14.5 (58.1)                   | 11.0 (51.8)                   | 5.4 (41.7)                    | 3.1 (37.6)                    | 9.4 (48.9)                    |
| Thấp kỉ lục °C (°F)                          | −10.5 (13.1)                  | −18.8 (−1.8)                  | −6.2 (20.8)                   | −4.0 (24.8)                   | 1.1 (34.0)                    | 5.0 (41.0)                    | 11.0 (51.8)                   | 9.4 (48.9)                    | 5.4 (41.7)                    | −1.6 (29.1)                   | −7.9 (17.8)                   | −10.1 (13.8)                  | −18.8 (−1.8)                  |
| Lượng Giáng thủy trung bình mm (inches)      | 47.9 (1.89)                   | 54.1 (2.13)                   | 65.1 (2.56)                   | 55.7 (2.19)                   | 46.5 (1.83)                   | 16.2 (0.64)                   | 10.0 (0.39)                   | 9.4 (0.37)                    | 20.7 (0.81)                   | 44.4 (1.75)                   | 67.0 (2.64)                   | 87.2 (3.43)                   | 524.2 (20.64)                 |
| Số ngày giáng thủy trung bình                | 13.25                         | 13.63                         | 12.50                         | 11.00                         | 10.88                         | 5.00                          | 3.63                          | 2.13                          | 2.75                          | 8.00                          | 10.25                         | 14.75                         | 107.8                         |
| Số giờ nắng trung bình tháng                 | 93.0                          | 101.7                         | 136.4                         | 171.0                         | 223.2                         | 276.0                         | 294.5                         | 279.0                         | 234.0                         | 161.2                         | 105.0                         | 52.7                          | 2.127,7                       |
| Số giờ nắng trung bình ngày                  | 3.0                           | 3.6                           | 4.4                           | 5.7                           | 7.2                           | 9.2                           | 9.5                           | 9.0                           | 7.8                           | 5.2                           | 3.5                           | 1.7                           | 5.8                           |
| Nguồn: Cơ quan Khí tượng Nhà nước Thổ Nhĩ Kỳ |                               |                               |                               |                               |                               |                               |                               |                               |                               |                               |                               |                               |                               |

## Hành chính
Kể từ ngày 12 tháng 11 năm 2012, Quốc hội Thổ Nhĩ Kỳ đã thông qua Luật số 6360 nâng tỉnh Balıkesir thành cấp thành phố tự trị, giải thể thành phố tỉnh lỵ (merkez ilçesi) Balıkesir và chia thành hai huyện Altıeylül và Karesi.
Thành phố gồm 20 đơn vị hành chính cấp huyện như sau:
| - Altıeylül - Ayvalık - Balya - Bandırma - Bigadiç - Burhaniye - Dursunbey - Edremit - Erdek - Gömeç | - Gönen - Havran - İvrindi - Karesi - Kepsut - Manyas - Marmara - Savaştepe - Sındırgı - Susurluk |